# Henry Manners (2e comte de Rutland)
Henry Manners, 2e comte de Rutland, 13e baron de Ros de Helmsley, (23 septembre 1526-17 septembre 1563) est un noble anglais.

## Biographie
Il est le fils et l'héritier de Thomas Manners (1er comte de Rutland) et de sa femme Eleanor Paston.
Comme son père, il occupe de nombreux postes. En tant que directeur des marches écossaises, il gracie la ville de Haddington en juin 1549 et reprend le château de Ferniehirst. Alors qu'il était impatient de rentrer chez lui à cause de la mauvaise santé de sa mère en novembre 1549, il doit enquêter sur les activités de Thomas Wyndham, un marin qui a capturé des navires marchands dans le Forth. En décembre 1549, sa belle-mère, la douairière de Westmorland, se plaint à lui qu'il a établi une garnison de soldats italiens à Bywell, l'un de ses villages. Il est nommé amiral en 1556, et l'année suivante, il est capitaine général de la cavalerie au siège de Saint-Quentin sous Marie Ier d'Angleterre. Sous Élisabeth Ire il sert avec succès et elle le nomme Lord Lieutenant du Nottinghamshire et Rutland, chevalier de la Jarretière et Président du Nord. Peu de temps avant sa mort prématurée, il achève la construction du château de Belvoir.
Après la mort prématurée d’Édouard VI en 1553, et la mort subséquente d'Edward Courtenay 1er comte de Devon en 1556, Rutland est l'héritier présomptif en tant que descendant mâle aîné de Richard 3e duc d'York. Jacques Ier, le fils de Marie d’Écosse ne naît qu'en 1566.

## Mariage et descendance
Il se marie deux fois :
- Le 3 juillet 1536 à Margaret Neville (morte en 1559), fille de Ralph Neville (4e comte de Westmorland) dont il a trois enfants :
  - Edward Manners, 3e comte de Rutland
  - John Manners (4e comte de Rutland)
  - Elizabeth Manners (vers 1553-c. 1590), qui épouse William V Courtenay (1553-1630), de jure 3e comte de Devon, de Powderham Castle, Devon.
- Après la mort de Margaret, il épouse Bridget, la veuve de Richard Morrison. Son troisième mari est Francis Russell (2e comte de Bedford).

Il est enterré à l'église St Mary the Virgin, Bottesford dans le Leicestershire.

## Monument

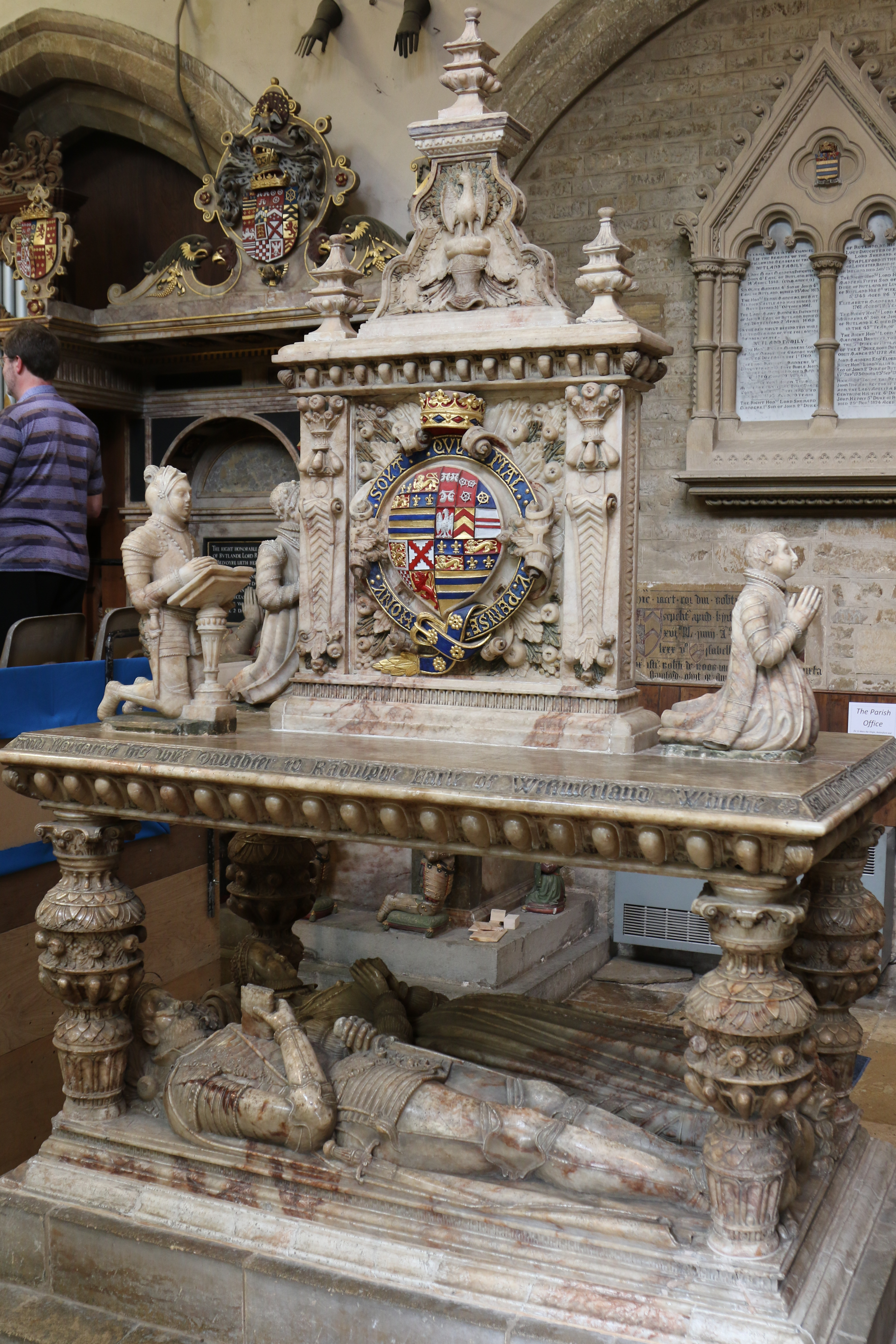
Tombeau de l' église St Mary the Virgin, Bottesford

Sa tombe, au centre du chœur à côté de celle de son père, est en albâtre et considérée comme unique. Les effigies se trouvent sous un exemple décoré d'une table à manger élisabéthaine sur de lourds pieds sculptés, suggérant une tentative de représenter une table de communion. Il est représenté dans une armure de modèle conventionnel, sauf que le plastron est composé de plaques laminées. Il porte une couronne et sa tête est appuyée sur un bascule-heaume. Il porte une chaîne atteignant presque ses cuisses, et l'Ordre de la Jarretière est sur la jambe gauche. Il tient un livre fermé dans sa main droite et une épée dans sa main gauche. A ses pieds se trouve une licorne sans cornes. Sa femme, Margaret, porte également une couronne et est vêtue dans le style de l'époque, avec un manteau garni d'hermine. Sa tête repose sur un rouleau et ses pieds sur un lion.